# Jeziorno (województwo warmińsko-mazurskie)
Jeziorno (w użyciu także nazwa oboczna Piec-Jeziorno) – osada w Polsce położona w województwie warmińsko-mazurskim, w powiecie iławskim, w gminie Iława.

## Historia
W latach 1975–1998 miejscowość należała administracyjnie do województwa olsztyńskiego.

## Turystyka
Przez osadę prowadzi szlak czerwony (wokół Jezioraka) Iława – Gardzień – Piec – Jeziorno – Jeziora: Jasne, Luba, Czerwica – Januszewo – Piotrkowo – Chełmżyca – Iława (45 km). 1 lipca 1998 roku został utworzony rezerwat przyrody Jasne o powierzchni 106,3 ha, który obejmuje dwa bezodpływowe jeziora: Jasne i Luba. 